# Петър Чернев (актьор)
Вижте пояснителната страница за други личности с името Петър Чернев.
Петър Борисов Чернев е български филмов актьор.

## Биография и творчество
Роден е на 3 февруари 1934 г. в град Мъглиж, Старозагорско
Завършва актьорско майсторство при професор Боян Дановски във ВИТИЗ „Кръстьо Сарафов“ през 1955 г.
Работил в Драматичен театър „Н. Й. Вапцаров“ Благоевград (1954 – 1956), театър „Трудов фронт“ (1957 – 1964), театър на армията „Народна сцена“ (1964 – 1966) и театър „Сълза и смях“ (1966 – 1984). Бил е главен художествен ръководител, директор и актьор в Народен театър за младежта (1984 – 1990), актьор в Народен театър за младежта (1990 – 1993). Играе и на сцената на Театър 199.
Бил е преподавател по актьорско майсторство във ВИТИЗ „Кръстьо Сарафов“.
Член на САБ (1964).
Бил е директор на творческия фонд (1970 – 1980).
Умира на 14 март 1993 г. в София.
Неговите синове са актьорите Борис и Петър, най-известни с озвучаването на филми и сериали. Брат е на Неделчо Чернев – кинорежисьор.

## Награди и отличия
- Заслужил артист (1974).
- Народен артист (1984).
- Орден „Кирил и Методий“ – I степен (1984).
- „II награда“ „за мъжка роля“ за (Боян) от пиесата „Каин и магьосникът“ от Камен Зидаров на V национален преглед на българската драма и театър.
- „II награда“ „за режисура“ за „Митрофан и Дормидолски“ от Иван Вазов.

## Театрални роли
- „В полите на Витоша“ – Чудомир
- „Хоро“ – Ицко
- „Дом, в който се разбиват сърцата“ – Рендъл
- „Хамлет“ – Хамлет
- „Каин и магьосникът“ – Боян
- „Паганини на тромпет“ (1969) (Никола Русев)

## Телевизионен театър
- „Горещи нощи в Аркадия“ – инженер Радев
- „За честта на пагона“ – поручик Владимир Панов
- „На дневна светлина“ (1967)
- „Недорасъл“ (1969) (Денис Иванович Фонвизин)
- „Българи от старо време“ (1973) (Любен Каравелов) – разказвача
- „Д-р“ (1977) (Бранислав Нушич)
- „Дневникът на един руски полковник“ (1977) (К. Василиев) – генерал Столетов
- „Посещение при Минотавъра“ (1977) (Аркадий и Георгий Вайнер)
- „Страстната неделя“ (Павел Павлов, реж. Павел Павлов) (1978) – Георги Мамарчев
- „Новата линия“ (Генадий Бокарьов) (1978)
- „Комендантът на Берлин“ (1980) (Вадим Собко) – Н. Е. Берзарни
- „Внимание, листопад!“ (1980) (Сергей Михалков)
- „Наричаха го Бозвели“ (1982) (Олга Кръстева)
- „Стачката“ (1982) (Кирил Василев) – Георги Кирков
- „Един непредвиден приятел“ (1984) (Робер Тома)
- „Рози за доктор Шомов“ (1984) (от Драгомир Асенов, реж. Димитрина Гюрова и Николай Савов)
- „Процесът Стамболийски“ (1985) (Пелин Пелинов), 2 части
- „Зелената брадавица“ (1985) (Никола Русев)
- „Борислав“ (1985) (Иван Вазов), 2 части
- „Йоан Кукузел“ (1987) (Делка Димитрова), 2 части

## Филмография
| Година      | Филми и Сериали                                             | Серии | Копродукции                          | Роля                                                                                      |
| ----------- | ----------------------------------------------------------- | ----- | ------------------------------------ | ----------------------------------------------------------------------------------------- |
| 1985        | По следите на капитан Грант – („В поисках капитана Гранта“) | 7     | СССР/България                        |                                                                                           |
| 1985        | Денят не си личи по заранта                                 | 6     |                                      | разузнавачът Емил Боев/Майкъл (в 6 серии: I, II, III, IV, V, VI)                          |
| 1985        | Похищение (Porwanie)                                        |       | Полша/България                       | тайнственният мъж, контрабандист                                                          |
| 1983        | Завъртете всички сфери                                      |       |                                      |                                                                                           |
| 1981        | Капитан Петко войвода                                       | 12    |                                      | Спас Турчев (в 7-а серия: „Топографи“)                                                    |
| 1981        | Ударът                                                      |       |                                      |                                                                                           |
| 1979        | Кръвта остава                                               |       |                                      | учителят партизанин                                                                       |
| 1979        | Тайфуни с нежни имена                                       | 3     |                                      | Борислав, следовател                                                                      |
| 1978        | По дирята на безследно изчезналите                          | 4     |                                      | Вълчо Иванов                                                                              |
| 1978        | Умирай само в краен случай                                  | 2     |                                      | Борислав                                                                                  |
| 1976        | Реквием за една мръсница                                    | 2     |                                      | Борислав (в „Синята безпределност“ и „Реквием за една мръсница“)                          |
| 1976        | Изгори, за да светиш                                        | 7     | България/Италия/СССР/ГДР             | Михайлов                                                                                  |
| 1974        | Двамата                                                     |       |                                      | партизанинът Герасим                                                                      |
| 1974        | На живот и смърт                                            | 3     |                                      | Максим – Матьо Христов, партиен функционер                                                |
| 1973        | Дъщерите на началника                                       | 2     |                                      | Любен                                                                                     |
| 1971        | Север, юг, изток, запад – („Север, юг, восток, запад“)      |       | СССР                                 |                                                                                           |
| 1970        | С особено мнение                                            |       |                                      | Борис Коларов                                                                             |
| 1969 – 1971 | На всеки километър                                          | 26    |                                      | барманът Гастон (в 3 серии: в 4-та: „Трите удивителни“ – 1969, 24-та и 26-а серии)        |
| 1967        | С пагоните на дявола                                        | 5     |                                      | следователят Калинов/ Карл Швериге, помощник на Фридрих Бьоле (в 4 серии: II, III, IV, V) |
| 1965        | Заветът на инката – („Das Vermächtnis des Inka“)            |       | Италия/България/Франция/Перу/Испания |                                                                                           |
| 1965        | Грамофон и маслини за моите приятели (тв)                   |       |                                      | Русият                                                                                    |
| 1964        | Русият и Гугутката (тв)                                     |       |                                      | Русият                                                                                    |